# Desfontainesia leopoldi
Desfontainesia leopoldi är en skalbaggsart som beskrevs av Thierry Bourgoin 1931. Desfontainesia leopoldi ingår i släktet Desfontainesia och familjen Cetoniidae. Inga underarter finns listade i Catalogue of Life.